# Nerf pectoral latéral
Le nerf pectoral latéral (ou nerf du muscle grand pectoral) est un nerf moteur du thorax et du membre supérieur.

## Origine
Le nerf pectoral latéral nait soit du faisceau latéral du plexus brachial, soit par deux racines : une première du tronc supérieur du plexus brachial ou de sa bifurcation antérieure et une deuxième de la bifurcation antérieure du tronc moyen du plexus brachial.

## Trajet
Il croise l'artère et la veine axillaires. Autour de l'artère il se connecte au nerf pectoral médial pour former l'anse des pectoraux.
Il se divise en quatre à sept branches qui perforent le fascia clavi-pectoral et qui pénètrent dans la surface profonde du muscle grand pectoral pour l'innerver.

## Zone d'innervation
Le nerf pectoral latéral assure l'innervation motrice du muscle grand pectoral.

## Aspect clinique
Le nerf pectoral latéral est important dans la réponse à la douleur après une chirurgie mammaire (mammoplastie, mastectomie, pose d'implants mammaires lorsque l'implant est inséré par la voie sous-pectorale).
Les nerfs pectoraux peuvent être anesthésiés en peropératoire par le chirurgien sous vision directe par trois injections - une pour bloquer le nerf pectoral médial, la seconde pour bloquer les branches perforantes du nerf pectoral médial, et la troisième pour bloquer le nerf pectoral latéral.
Cette anesthésie peut intervenir également en cas de luxation de l'épaule ou d'intervention orthopédique sur celle-ci.
Le nerf pectoral latéral peut être lésé lors d'interventions chirurgicales ou par un traumatisme du plexus brachial.

## Galerie

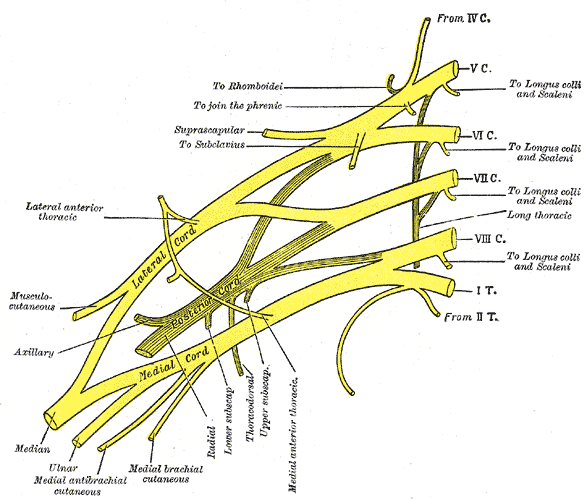
Le plexus brachial.
Schéma du plexus brachial
Schéma du plexus brachial avec parcours des nerfs rachidiens.